# Клеър Бенет
Клеър Бенет е една от главните героини в продукцията на NBC „Герои“. Ролята се изпълнява от Хейдън Панетиер. В българския дублаж Клеър се озвучава от Татяна Захова.

## История
Клеър Бенет е училищна мажоретка от Одеса, Тексас. Тя живее с осиновителите си. Клеър открива способността си да се лекува сама от всяка рана. Клеър се опитва да остане типичната ученичка. Страховете и от това да бъде различна идва от това семейството и да не я отхвърли. Тя обича приемното си семейство, но продължава да търси своите истински родители. Понякога несигурността на Клеър я кара да се държи странно, но нейната природа печели обикновено.

## Сили
Клеър притежава силата бърза регенерация на клетките, която и позволява да се възстанови от почти всякакви наранявание за секунди. Също така тя усеща изключително малко болка дори от сериозни наранявания, включително изгаряне и чупене на врата. Тя още не е достигнала лимит в силите си. С нейната издръжливост на болка и неизчерпаема самолекуваща способност, Клеър прилича на героя от Х-Мен - Върколака.

## Разни
Клеър събира плюшени мечета, които баща ѝ и носи от всяко свое „бизнес пътуване“.
Само Клеър и Хиро са се появявали във всеки епизод, но Клеър е играна само от Панетиер.